# Lüdenscheid
Lüdenscheid és una ciutat del districte de Märkischer Kreis, a Rin del Nord-Westfàlia, Alemanya. Es troba a la regió de Sauerland.

## Geografia
Lüdenscheid es troba a la sella de la conca hidrogràfica entre els rius Lenne i Volme que desemboquen tots dos al riu Ruhr (que posteriorment desemboca al Rin), amb tres valls més petites que hi condueixen. La cadira té una alçada de 420 metres, les elevacions més altes de la conca hidrogràfica són un turó sense nom de 505 metres al nord i el Nordhelle de 663 metres a la serralada de l'Ebbe. A la zona muntanyosa circumdant, sis preses van crear embassaments per regular el cabal d'aigua del riu Ruhr i subministrar aigua potable. La naturalesa muntanyosa del territori de la ciutat va donar lloc al sobrenom de "Bergstadt" (ciutat de muntanya). L'assentament original envolta l'església construïda sobre una cornisa del vessant sobre la cadira.

## Història
Si bé es confirma el primer assentament a la zona de Lüdenscheid al segle IX, la primera menció del lloc com a poble es va fer el 1067 i com a ciutat el 1268. Als segles XV i XVI Lüdenscheid era membre de la Lliga Hanseàtica. Des de 1609 la ciutat pertanyia a l'Electorat de Brandenburg, la posterior Prússia. El 1815 va passar a formar part de la nova província prussiana de Westfàlia, i el 1975, amb la creació del Märkischer Kreis, es va convertir en seu de la seva administració. El 1898 es va construir el marc d'alumini del primer dirigible Zeppelin a la fàbrica de Carl Berg a Lüdenscheid.

## Economia
Lüdenscheid és una ciutat predominantment industrial amb petites i mitjanes empreses de la indústria del metall i plàstics. L'empresa més gran dóna feina a 2.000 persones a Lüdenscheid, amb altres empreses que donen feina a 800 persones o menys.
La importància econòmica es va destacar a l'Edat Mitjana, quan la ciutat es va convertir en un centre d'extracció de mineral metàl·lic als voltants, a través del ("osemund"/ferro osmond). El mineral era processat pels martells i calaixos de Lüdenscheid, servits per l'energia de l'aigua a les valls circumdants. Diverses ferreries artesanals de Lüdenscheid feien productes acabats amb aquests materials. Per tal de comercialitzar aquests productes a una àrea més àmplia, Lüdenscheid es va unir a la Lliga Hanseàtica.
Amb l'aparició de l'era industrial, la producció de botons i sivelles va tenir un paper important, reflectit al Museu del Botó. Més tard, es van adoptar nous materials com l'alumini, la baquelita i els plàstics. Va sorgir una indústria de suport que produeix les formes per a l'estampació, l'estampació, el premsat i la fosa i encara juga un paper important en la indústria de Lüdenscheid.
La producció de peces de la indústria de l'automòbil i els accessoris per a instal·lacions elèctriques tenen un paper important, així com la colada contínua de perfils d'alumini. Els productes destacats per als consumidors finals són les làmpades, els sistemes d'il·luminació i les joguines.

## Llocs d'interès
- Església del Redemptor

al centre del traçat circular de la ciutat vella. L'església protestant és la més antiga de la ciutat. La seva torre data del segle XI, mentre que la nau parroquial va ser reconstruïda durant l'època classicista a principis del segle xix.
- Castell d'aigua Neuenhof

a la vall d'Elspe darrere de la muntanya de Nurre. L'edifici actual d'estil barroc primerenc es va aixecar a finals del segle xvii.
- Torre Homert

Torre d'observació al cim de la muntanya Homert (539 m sobre el nivell del mar), el lloc més alt de Lüdenscheid
- Embassament del riu Verse

- Museu de la Ciutat

incloent, entre d'altres, el Museu Button i altres exposicions que mostren l'evolució de la indústria de Lüdenscheid

## Escut d'armes
L'escut mostra Sant Medard com a patró de la ciutat. A sota hi ha el fes quadres en blanc i vermell de les armes dels comtes de la Marca. La muralla de la part inferior denota els drets de ciutat que Lüdenscheid va rebre el 1287.

## Cultura
El Lüdenscheider Altstadtbühne és una part de la cultura de Lüdenscheid. Té la seu a la Luisenstraße.

## Ciutats agermanades
Lüdenscheid està agermanat amb:

## Persones notables
- Carl Berg (1851–1906), constructor d'aeronaus

- Adolf Schulte (1894–1917), as de vol de la Primera Guerra Mundial

- Wilhelm Ackermann (1896–1962), matemàtic

- Paul Wieghardt (1897–1969), pintor i professor nord-americà

- Else Hueck-Dehio (1897–1976), escriptor

- Kurt Weill (1900–1950), compositor, va tenir el seu primer compromís entre 1919 i 1921 al teatre de Lüdenscheid

- Arnfried Edler (nascut el 1938), musicòleg

- Nuri Şahin (nascut el 1988), futbolista

- Werner Naumann (1909–1982), polític alemany i ministre del Reich d'Il·lustració Pública i Propaganda (30 d'abril - 1 de maig de 1945)

- Dörte Schiltz (nascuda el 1976), gimnasta rítmica olímpica